# Lipinia cheesmanae
Espèce
Synonymes
- Lygosoma cheesmanae Parker, 1940

Lipinia cheesmanae est une espèce de sauriens de la famille des Scincidae.

## Répartition
Cette espèce est endémique de la Nouvelle-Guinée.

## Étymologie
Cette espèce est nommée en l'honneur d'Evelyn Cheesman.

## Publication originale
- Parker, 1940 : Undescribed Anatomical Structures and new Species of Reptiles and Amphibians. The Annals and Magazine of Natural History, sér. 11, vol. 5, p. 257-274.